# 根室市消防本部
根室市消防本部（ねむろししょうぼうほんぶ）は、北海道根室市の消防部局（消防本部）。

## 沿革
個別に出典が提示されている箇所以外の出典は、「根室市消防の歩み」参照
- 1950年（昭和25年）4月1日：消防組織法に基づき、常備消防本部を改組して根室町消防本部を設置[2]。
- 1951年（昭和26年）：花咲港に分遣所設置（翌年に旧女学校宿舎を改修して移転）。
- 1954年（昭和29年）1月1日：消防本部に根室消防署併置[3]。
- 1957年（昭和32年）：根室町が和田村と合併して市制施行、根室市消防本部・消防署となる。
- 1958年（昭和33年）：厚床に分遣所設置。
- 1960年（昭和35年）：歯舞に分遣所設置。
- 1962年（昭和37年）：消防本部庁舎新築。
- 1967年（昭和42年）：厚床消防分遣所を移転新築。
- 1968年（昭和43年）
  - 9月1日：救急業務開始[4]。
  - 同年中：花咲港消防分遣所を移転新築。
- 1970年（昭和45年）：歯舞消防分遣所を新築。
- 1983年（昭和58年）：厚床消防分遣所増築。
- 1987年（昭和62年）：消防庁舎増築。
- 1995年（平成07年）：花咲港消防分遣所を新築。
- 1996年（平成08年）：根室市防災ヘリポート開港。
- 1998年（平成10年）：厚床消防分遣所を新築。
- 2001年（平成13年）：歯舞消防分遣所を新築。
- 2011年（平成23年）：旧根室市役所第2庁舎を改築して消防庁舎移転。消防緊急通信指令設備、地図検索システム導入。
- 2013年（平成25年）：消防救急デジタル無線運用開始。
- 2025年（令和7年）：花咲港消防分遣所が高台移転[5]。

## 組織
「根室市消防本部（署）の組織図」参照
- 消防本部
  - 総務課
  - 警防課
- 消防署
  - 消防課
  - 救急通信課

## 消防車両
「消防車両現勢」参照
- 水槽付消防ポンプ自動車：7
- 消防ポンプ自動車：3
- 救助工作車：1
- 化学消防ポンプ自動車：1
- 25m屈折はしご付消防ポンプ自動車（1節3段伸縮）：1
- 救急自動車：3
- 指揮車：1
- 広報車：4
- 防火パトカー：1
- 防火号：1
- 司令車：1

## 消防署
| 消防署       | 住所       | 消防分遣所                                          |
| ------------ | ---------- | --------------------------------------------------- |
| 根室市消防署 | 大正町1-30 | 花咲港：花咲港209 厚床：厚床1-37、38 歯舞：歯舞4-40 |